# Tomás Cantacuzeno
Tomás Cantacuzeno (m. 25 de julho de 1463) foi um aristocrata bizantino e um membro da família dos Cantacuzenos. Irmão de Irene Cantacuzena, a esposa do déspota da Sérvia Jorge I Brankovic (r. 1427–1456), Tomás lutou como um general em nome da Sérvia no século XV. Ao longo do século esteve presente em algumas ocasiões na corte de Jorge I e ajudou a defender o importante Castelo de Semêndria contra os turcos otomanos. Além disso, travou batalha contra Estêvão Tomás (r. 1443–1461) e invadiu o Principado de Zeta de Estêvão I Crenojevica (r. 1451–1465).

## Biografia

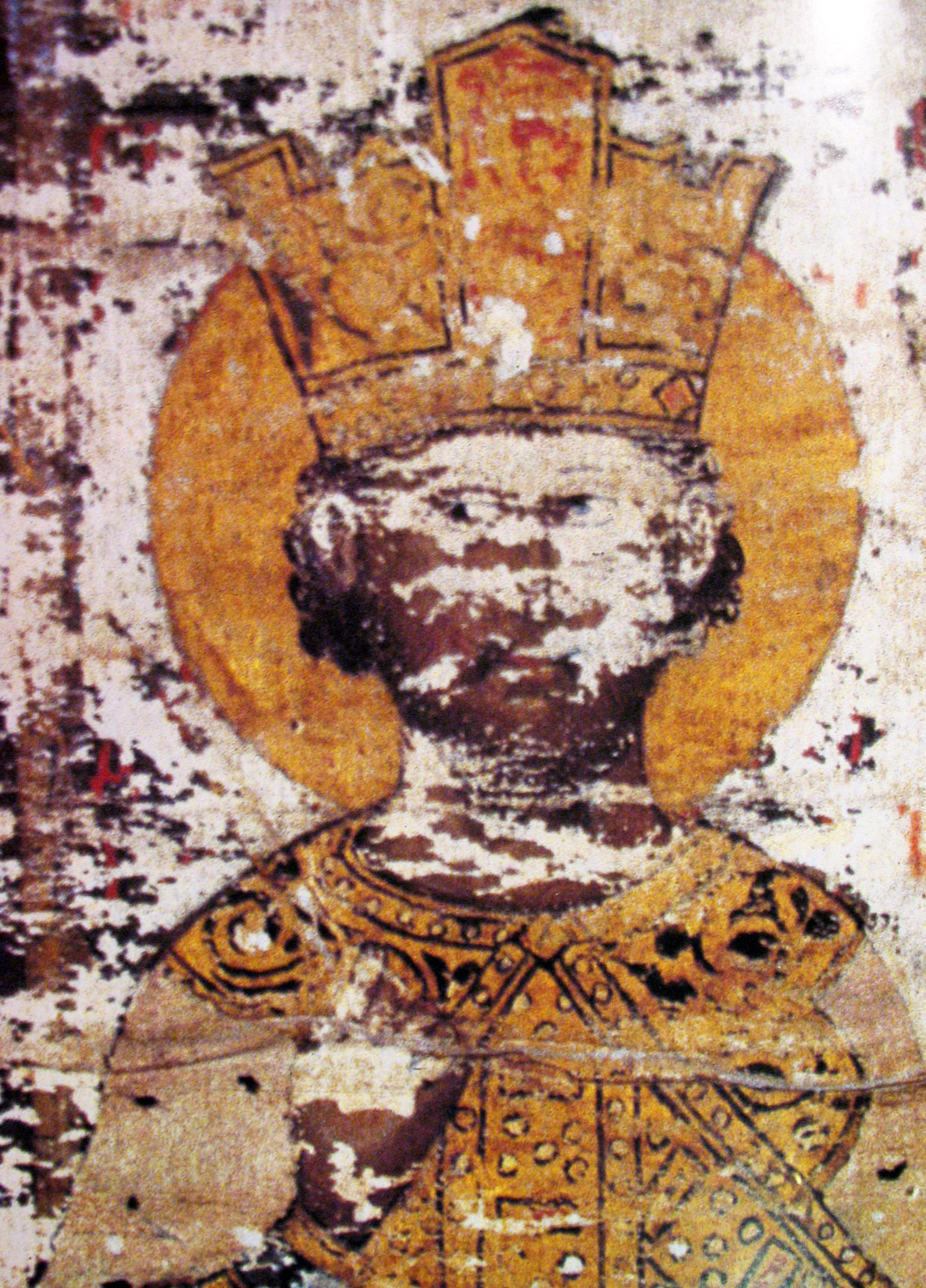
Jorge I Brankovic r.

O bizantinista Donald Nicol, que pesquisou a história da família de Tomás, categoricamente identifica-o como o irmão de Jorge Paleólogo Cantacuzeno; Giovanni Musachi faz-o o irmão de Irene Cantacuzena, esposa do déspota sérvio Jorge I Brankovic, mas incorretamente afirma que Tomás foi o filho do imperador João VI Cantacuzeno (r. 1347–1354), um erro que Du Cange repete. Ao invés disso, ele é mais provavelmente o filho de Demétrio I Cantacuzeno.
Ele foi um dos muitos gregos que entraram no serviço do déspota Jorge I Brankovic, após seu casamento com Irene Cantacuzena em 1414. Documentos de Ragusa mostram que ele esteve presente na corte do déspota em 1433 e 1435. Em 1439, ele tomou parte da defesa do Castelo de Semêndria contra os turcos otomanos; o historiador Ducas registra que quando o castelo caiu após um cerco de três meses, os defensores que subsequentemente fizeram homenagem ao sultão Murade II incluem Grgur, o filho de Jorge I, e Tomás Cantacuzeno. Apesar desta cerimônia, Cantacuzeno continuou a luta ao lado de seu cunhado, liderando o exército do déspota para a vitória contra Kral da Bósnia, Estêvão Tomás (r. 1443–1461), em 16 de setembro de 1448, que restaurou Srebrenica ao domínio sérvio. Em 1452, ele liderou outro exército sérvio que invadiu o Principado de Zeta, mas foi obrigado a recuar em 14 de setembro pelo voivoda Estêvão I Crenojevica (r. 1451–1465).
Apesar de sua posição, após a morte de Jorge I Brankovic, Tomás foi incapaz de proteger sus irmão Irene da crueldade do filho dela, Lázaro II. Na noite da morte de Irene, em 3 de maio de 1457, ele fugiu de Semêndria para a Adrianópolis otomana com sua sobrinha Mara Brankovic e seu sobrinho cegado Grgur. Tomás foi convocado para aparecer na corte em Ragusa em 11 de agosto de 1459 e 18 de março de 1462, mas Nicol duvida que ele tenha respondido aos chamados. Os Anais Sérvios registram sua morte em 25 de julho de 1463, imediatamente após a queda do Despotado da Sérvia para os otomanos.